# 호커스 포커스 2
《호커스 포커스 2》(영어: Hocus Pocus 2)는 2022년 공개된 미국의 판타지 코미디 공포 영화이다. 앤 플레처가 감독을 맡았으며, 1993년 영화 《호커스 포커스》의 후속 작품이다.

## 출연진
- 벳 미들러
- 세라 제시카 파커
- 캐시 너지미
- 샘 리처드슨
- 더그 존스
- 토니 헤일
- 해나 워딩엄
- 노르베르트 바이서 (크레디트 미기재)
- 게리 마셜 (크레디트 미기재)
- 페니 마셜 (크레디트 미기재)